# Монку, Кеннет
Кеннет Джон (Кен) Монку (англ.  Kenneth John Monkou; родился 29 ноября 1964, Никкери, Суринам) — голландский футболист суринамского происхождения, защитник.
Свою футбольную карьеру начал в «Фейеноорде». В 1989 году перешёл в английский «Челси», где удачно стартовал, и уже в первом своём сезоне был признан игроком года в своём клубе. В 1992 подписал с «Челси» новый пятилетний контракт, но практически тут же был продан в «Саутгемптон» за 750 тысяч фунтов стерлингов. В Саутгемптоне играл до 1999 года. Завершил свою карьеру в 2000 году в клубе «Хаддерсфилд Таун».

## Достижения
Командные
 «Челси»
- Обладатель Кубка полноправных членов (1): 1990
- Итого: 1 трофей

Личные
- Игрок года по версии болельщиков «Челси» (1): 1990